# Instituto de Investigación Urbana de Barcelona
El Instituto de Investigación Urbana de Barcelona (IDRA) es un think tank en forma de cooperativa federada con la Red de Economía Solidaria de Cataluña que investiga y promueve la justicia social y ecológica, investigando sobre economía y bienes comunes, vivienda y ciudad, urbanismo y transición ecológica, y aprendizaje situado.Destaca por sus estudios sobre el sector de la vivienda, el acceso a esta y los precios de los alquileres y la propiedad inmobiliaria.Su sede está situada en la ciudad de Barcelona, en la Calle Balmes número 13, de la que forma parte también la escuela IDRA.
Entre los objetivos y áreas de trabajo de IDRA destacan:
- La investigación en coalición junto a actores sociales con el objetivo de intervenir en la realidad social, ya que los ejes estratégicos que atraviesan toda la actividad de IDRA son las instituciones sociales transformadoras, la transición ecológica justa y la democracia económica.[9]
- El desarrollo de actividades formativas del instituto, que se llevan a cabo tanto en la sede de la organización como en otros espacios, en forma de presentaciones, debates, talleres, rutas guiadas, programas formativos o visitas.
- La colaboración con diversas instituciones locales e internacionales como fundaciones, cooperativas, institutos y administraciones públicas.[10]

El 3 de abril de 2024 IDRA hizo público un proyecto de portal web con reseñas de viviendas llamado Reviu el cual permitiría que los propios inquilinos de pisos pudieran reseñar de forma anónima aquellas viviendas donde habían estado viviendo. El portal web de reseñas de pisos se presentaría el 10 de junio de 2024 en la sala Paral·lel 62 de Barcelona en un acto que contó con la participación de Jaime Palomera, Joel Díaz, Laura Grau, Ana Polo y Miguel Noguera.